# Manorina melanocephala
Manorina melanocephala là một loài chim trong họ Meliphagidae.
Đây là loài đặc hữu đông và đông nam Úc.
Bộ lông màu xám, với đầu màu đen, mỏ và chân vàng-cam, một mảng vàng nổi bật sau mắt và chóp trắng ở đuôi lông. 